# Djidah Thiaroye Kaw
Djidah Thiaroye Kaw (ou Djida Thiaroye Kao) est l'une des 12 communes du département de Pikine. Elle est dirigée depuis le 23 janvier 2022 par l'Inspecteur Principal des Impôts et Domaines et actuel Président du Club As-Pikine Mamadou Gueye (Président du Parti Convention Citoyenne Neneen et membre de la Coalition Benno Bokk Yakaar) en remplacement du Dr Cheikh Dieng du Parti Démocratique Sénégalais.

## Géographie
Située à l'entrée de la presqu'île du Cap-Vert, à l'est de Dakar. Elle se trouve dans le bassin versant du lac Tiourour et compte des bassins de rétention des eaux : Lansar, le bassin de Gnetty Mbar, le bassin de Bagdad 2. 
La commune est limitée par sept communes, dont au nord 3 communes du département de Guédiawaye. 
| Sam Notaire | Médina Gounass       | Wakhinane Nimzatt |
| Pikine Nord | Djiddah Thiaroye Kao | Yeumbeul Sud      |
| Pikine Est  | Thiaroye Gare        |                   |

## Histoire
Elle a été créée en 1996.

## Administration
Elle fait partie de l'arrondissement de Dagoudane et compte 66 quartiers.